# Masacre de Binh Tai

Provincia Song Be, Vietnam del Sur.

La masacre de Bihn Tai fue una masacre llevada a cabo por las Fuerzas de Corea del Sur el 9 de octubre de 1966, contra 68 civiles de la aldea de Binh Tai, distrito de Phuoc Binh de la provincia de Song Be en Vietnam del Sur.

## Investigación
El diario Hankyoreh investigó los crímenes de guerra cometidos por las tropas surcoreanas en Vietnam y reveló una serie de atrocidades.
El coronel Kim Ki Tae, excomandante de la séptima compañía de la segunda Brigada de la Infantería de Marina de Corea del Sur, confesó a Hankyoreh que el 9 de octubre de 1966 las tropas surcoreanas prendieron fuego a las casas de los aldeanos de Binh Tai y le dispararon a los aldeanos que huyeron de las edificaciones en llamas.